# Mariusz Błaszczak
Mariusz Błaszczak [ˈmarʲjuʂ ˈbwaʂt͡ʂak] ⓘ (sinh ngày 19 tháng 9 năm 1969 ởLegionowo) là một chính trị gia, nhà sử học, và quan chức chính phủ người Ba Lan. Kể từ ngày 9 tháng 1 năm 2018, ông Blaszczak giữ chức vụ Bộ trưởng Bộ Quốc phòng Ba Lan. 
Vào ngày 22 tháng 6 năm 2022, Tổng thống Andrzej Duda đã đề cử Błaszczak trở thành người kế nhiệm của ông Jarosław Kaczyński ở vị trí Phó Thủ tướng Ba Lan.

## Tiểu sử

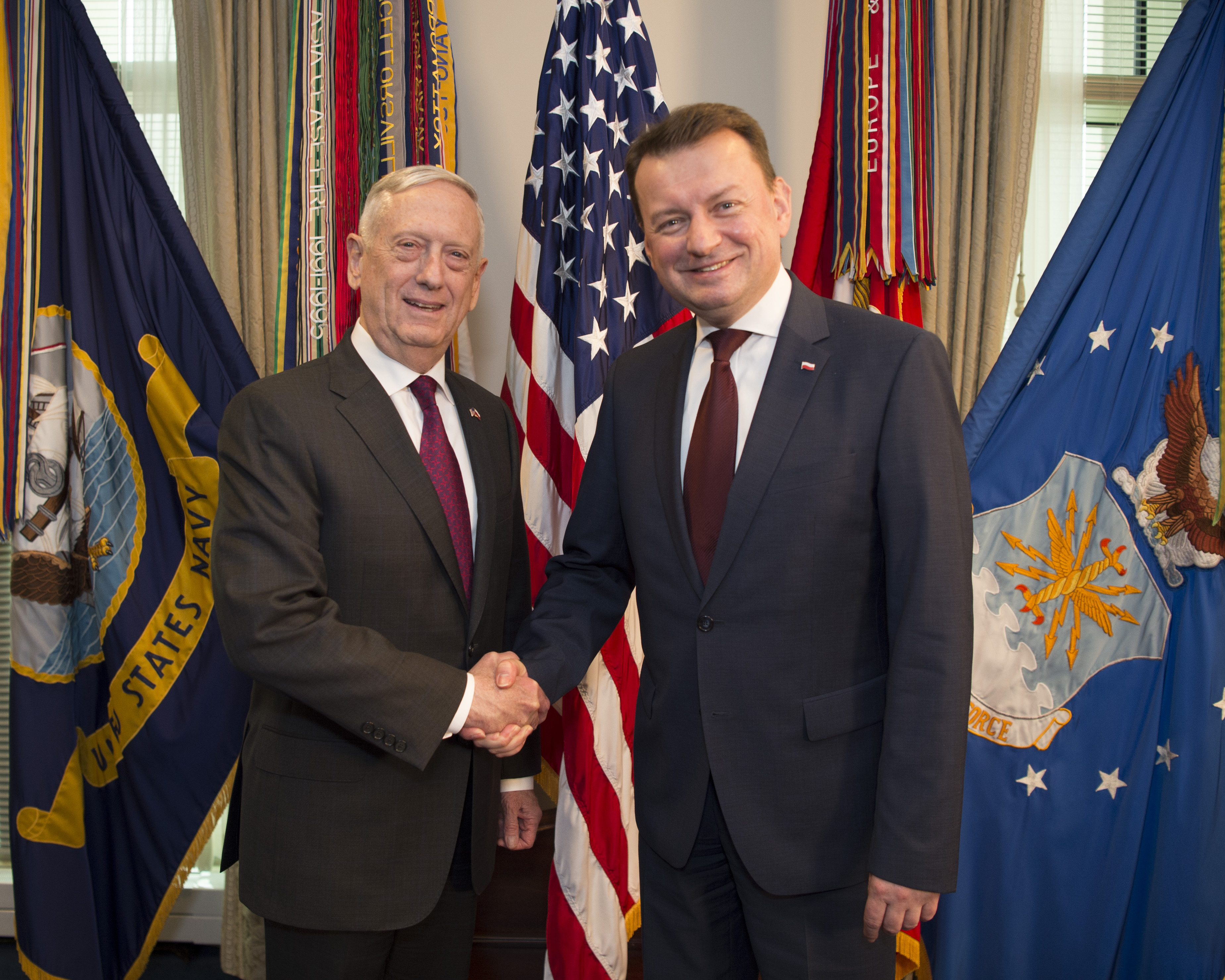
Blaszczak cùng Bộ trưởng Quốc phòng Hoa Kỳ James Mattis tại Lầu Năm Góc ở Washington D.C, ngày 27 tháng 4 năm 2018

Błaszczak nhận bằng lịch sử tại Đại học Warsaw vào năm 1994 và hoàn thành chương trình học tại Trường Hành chính Quốc gia vào năm 2001.
Ông cũng hoàn thành chương trình sau đại học chuyên ngành Quản lý và Phát triển địa phương (1997) và Quản lý và Điều hành (2006). Sau đó, ông có một quãng thời gian thực tập ở Ireland. Trong thời gian học tập, ông là thành viên và phục vụ trong vai trò cố vấn cho Hiệp hội Sinh viên Độc lập, Hiệp hội Thanh niên Học thuật Công giáo và Đảng Liên minh Trung tâm.
Sau khi hoàn thành chương trình học, ông làm việc cho chính quyền tại địa phương. Với tư cách là Phó Thị trưởng Quận Wola của Warsaw từ năm 2002 - 2004, ông được ghi nhận vì sự cởi mở trong việc đối thoại. Błaszczak đã cống hiến tận tụy cho nhiều dự án khác nhau, bao gồm việc xây dựng trung tâm thể thao tại các cơ sở giáo dục.
Năm 2004, ông được bầu vào vị trí Thị trưởng của Quận Śródmieście. Thành tích nổi bật của ông trên cương vị này là đã tạo điều kiện thuận lợi cho sự hợp tác và giao tiếp giữa chính quyền thành phố và những cộng đồng dân cư tại đây.
Một thành tựu khác của ông là việc khởi xướng dự án phục hồi các tòa nhà dân cư ở Śródmieście. Ngày 31 tháng 10 năm 2005, ông được Thủ tướng Kazimierz Marcinkiewicz bổ nhiệm làm Giám đốc Văn phòng Thủ tướng.
Ông từng là Thành viên của Hội đồng Bộ trưởng Ba Lan trong Nội các của ông Jarosław Kaczyński .
Mariusz Błaszczak cũng là thành viên của Hội đồng khu vực của Mazovia và Hội đồng chính trị của Đảng Luật pháp và Công lý. Ông hiện đang giữ chức vụ Chủ tịch Câu lạc bộ nghị sĩ (nhóm nghị sĩ) trong của đảng mình.
Nhờ giải quyết gọn gàng vấn đề của phe chống đối bên trong Đảng Luật pháp và Công lý, do Joanna Kluzik-Rostkowska và Elżbieta Jakubiak đứng đầu, Mariusz Błaszczak đã trở thành người được coi là cánh tay phải của Jarosław Kaczyński, đồng thời là cố vấn trung thành và đáng tin cậy nhất của ông.
Vào năm 2017, với tư cách là Bộ trưởng Nội vụ Ba Lan, khi đang phát biểu với Đài phát thanh Ba Lan về cuộc khủng hoảng người tị nạn ở châu Âu, Błaszczak đã tạo ra một vụ lùm xùm khi nói rằng nhờ Cơ đốc giáo mà thế giới mới có những nhà lãnh đạo như "Charles the Hammer, người đã ngăn chặn cuộc xâm lược của người Hồi giáo vào châu Âu trong thế kỷ VIII". 